# Павел Родак
Павел Родак (пол. Paweł Rodak; нар. 12 серпня 1967, Прушкув) — історик польської літератури і культури, культурознавець, директор Центру польської цивілізації (Centre de civilisation polonaise) в Університеті Париж-Сорбонна (фр. Université Paris Sorbonne) (від 2016 року), директор Інституту польської культури Варшавського університету (2012—2016), завідувач кафедри історії культури Інституту польської культури (2009—2013).

## Наукові інтереси
Займається історією модерної польської літератури і культури XIX i XX століть (з особливим акцентом на період війни та діаристику), а також антропологією слова в культурі (в першу чергу практиками письма і друку).

## Твори
Автор книг:
- Візії культури воєнного покоління [Wizje kultury pokolenia wojennego] (2000),
- Між записом і літературою. Щоденник польського письменника у XX столітті (Жеромський, Налковська, Домбровська, Ґомбрович, Герлінґ-Ґрудзінський) пол. Między zapisem a literaturą. Dziennik polskiego pisarza w XX wieku (Żeromski, Nałkowska, Dąbrowska, Gombrowicz, Herling-Grudziński) (Варшава 2011).

Автор опрацювання Щоденника Анджея Тшебінського (пол. Pamiętnik Andrzeja Trzebińskiego) (Варшава, 2001).
Співредактор і співавтор колективних праць:
- Війна: досвід і запис. Нові джерела, проблеми, методи дослідження пол. Wojna: doświadczenie i zapis. Nowe źródła, problemy,metody badawcze (Краків 2006),
- Антропологія письма. Від теорії до практики пол. Antropologia pisma. Od teorii do praktyki (2010),
- Польська культурологія ХХ століття пол. Kulturologia polska XX wieku (2013),
- Від афоризму до фензину. Жанри словесної творчості пол. Od aforyzmu do zinu. Gatunki twórczości słownej (2014),
- збірки текстів Філіпа Лежена «Дорогий зошите…», «дорогий… моніторе». Про особисті щоденники пол. „Drogi zeszycie…”, „drogi… ekranie”. O dziennikach osobistych (2010).

Співавтор
- академічного навчального посібника Антропологія культури. Проблематика і хрестоматія пол. Antropologia kultury. Zagadnienia i wybór tekstów (2005),
- посібника для старшої школи Людина в культурі пол. Człowiek w kulturze (2006).

## Громадська діяльність
Член Польського автобіографічного товариства, Асоціації «Катедра культури»
Член Міжнародної Авто/Біографічної асоціації англ. International Auto/Biography Association (IABA-Europe).